# Vela (medida)
Una vela (en inglés, foot-candle; abreviada fc, lm/ft2, o a veces ft-c) es una unidad de medida de iluminancia que no pertenece al Sistema Internacional de Unidades, pero es ampliamente usada en Estados Unidos para fotografía, cine, televisión, conservación luminosa, ingeniería de la construcción, etc. Una vela significa "el reparto de iluminación sobre una superficie equivalente a una candela, y a un pie de distancia".
Una vela puede definirse como la cantidad de iluminación que una superficie esférica de un pie de radio puede recibir si hubiese una fuente puntual uniforme de una candela en el centro de la misma. Alternativamente, se define como la iluminancia sobre una superficie de un pie cuadrado en el que hay un flujo uniformemente distribuido equivalente a un lumen.
Así, una vela es equivalente a un lumen por pie cuadrado, esto es, una vela es igual a 10,764 lux. Siendo la iluminancia inversamente proporcional a la distancia, una fuente de un lux provee menor iluminancia que una fuente de una vela. En la práctica, sea por ejemplo la medición de iluminancia dentro de una habitación, es difícil obtener un resultado con un margen de error menor al 10%, y por ello, resulta conveniente aproximar una vela a 10 lux, como es habitual en las industrias estadounidenses dedicadas a este rubro.